# Bythaelurus
Bythaelurus – rodzaj drapieżnych ryb chrzęstnoszkieletowych z rodziny Pentanchidae.

## Rozmieszczenie geograficzne
Do rodzaju należą gatunki występujące południowo-wschodnim, zachodnim i wschodnim Oceanie Spokojnym i Oceanie Indyjskim.  

## Morfologia
Długość ciała do 300 cm.

## Systematyka
Rodzaj zdefiniował w 1988 roku amerykański ichtiolog Leonard Compagno w publikacji własnego autorstwa poświęconej rekinom z rzędu żarłaczokształtnych. Gatunkiem typowym jest (oryginalne oznaczenie) B. canescens.

### Etymologia
Bythaelurus: gr. βυθιος buthios ‘z głębin’; αιλουρος ailouros ‘kot’.

### Podział systematyczny
Do rodzaju należą następujące gatunki:
- Bythaelurus alcockii (Garman, 1913)
- Bythaelurus bachi Weigmann, Ebert, Clerkin, Stehmann & Naylor, 2016
- Bythaelurus canescens (Günther, 1878)
- Bythaelurus clevai (Séret, 1987)
- Bythaelurus dawsoni (Springer, 1971)
- Bythaelurus giddingsi McCosker, Long & Baldwin, 2012
- Bythaelurus hispidus (Alcock, 1891)
- Bythaelurus immaculatus (Chu & Meng, 1982)
- Bythaelurus incanus Last & Stevens, 2008
- Bythaelurus lutarius (Springer & D’Aubrey, 1972)
- Bythaelurus naylori Ebert & Clerkin, 2015
- Bythaelurus stewarti Weigmann, Kaschner & Thiel, 2018
- Bythaelurus tenuicephalus Kaschner, Weigmann i Thiel, 2015
- Bythaelurus vivaldii Weigmann & Kaschner, 2017